# Bythiospeum
Bythiospeum é um género de gastrópode  da família Hydrobiidae.
Este género contém as seguintes espécies:
- Bythiospeum acicula
- Bythiospeum alpinum
- Bythiospeum articense
- Bythiospeum bourguignati
- Bythiospeum bressanum
- Bythiospeum cisterciensorum
- Bythiospeum diaphanum
- Bythiospeum elseri
- Bythiospeum garnieri
- Bythiospeum geyeri
- Bythiospeum noricum
- Bythiospeum pfeifferi
- Bythiospeum quenstedti
- Bythiospeum reisalpense
- Bythiospeum sandbergeri
- Bythiospeum tschapecki